# Connecticut Western Reserve

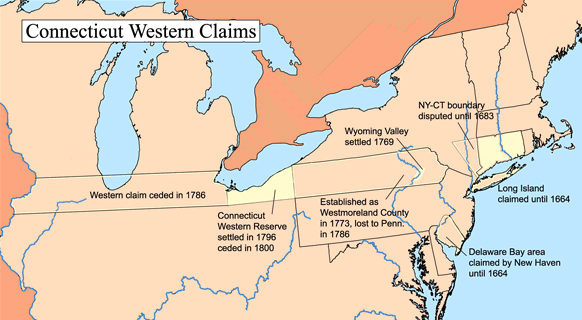
Terre rivendicate dal Connecticut ad ovest

La Connecticut Western Reserve fu una porzione di terra reclamata prima dalla colonia del Connecticut e poi dallo stato del Connecticut in quella che oggi è per buona parte la regione nordorientale dell'Ohio. La riserva fu concessa alla colonia da re Carlo II. Dopo la guerra d'indipendenza americana il Connecticut rinunciò alle pretese su alcune terre occidentali. Alla fine cedette il controllo della terra agli Stati Uniti d'America, e l'area fu inserita nel Territorio del nord-ovest finché l'Ohio non fu accettato come stato. La "Western Reserve" viene citata nel nome di numerose istituzioni locali.

## Posizione
La riserva comprende le seguenti contee dell'Ohio: Ashtabula, Cuyahoga, Erie e Huron, Geauga, Lake, Lorain, Medina, Portage, Trumbull, e parti di Ashland, Mahoning, Ottawa, Summit e Wayne.

## Storia

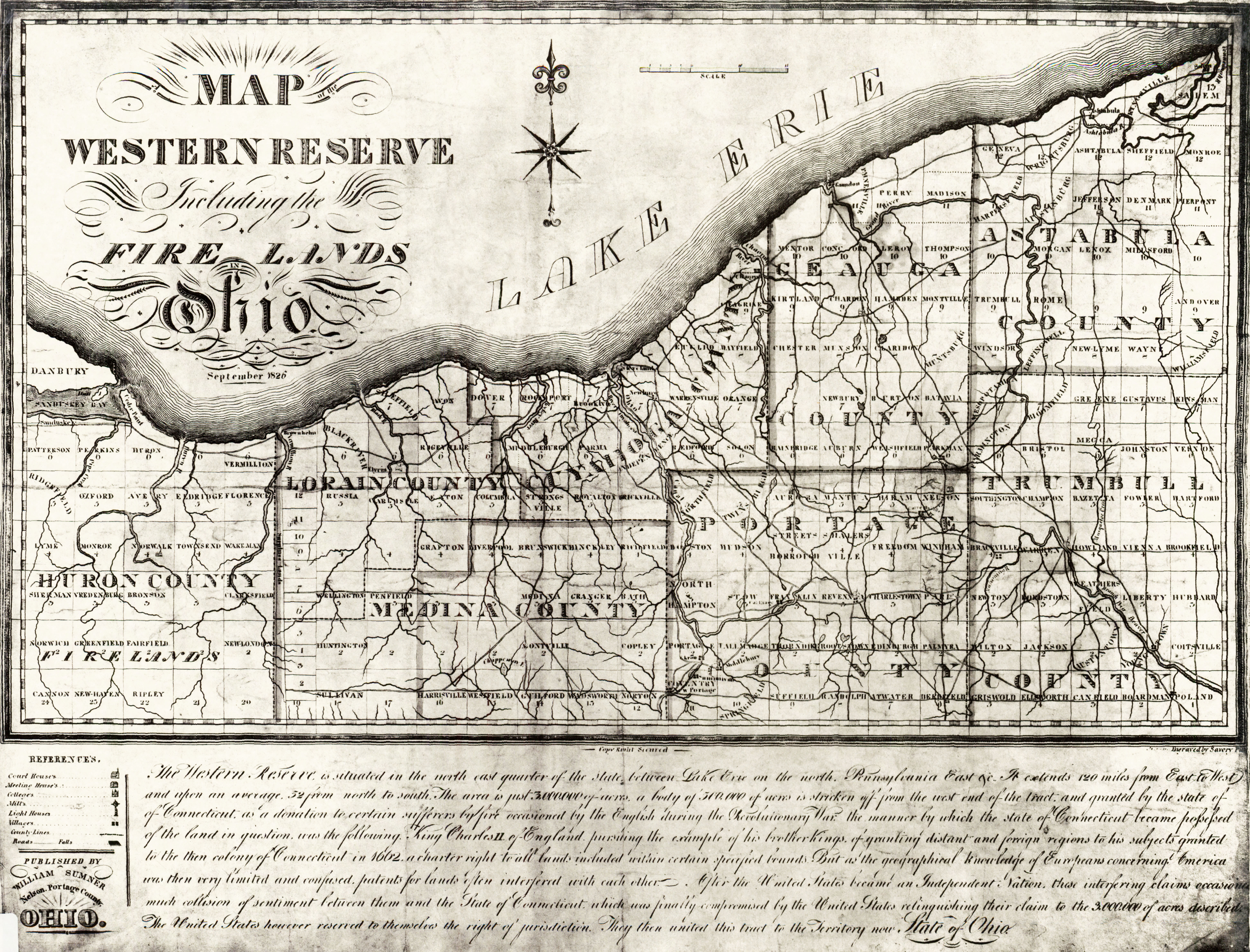
Mappa della Western Reserve nel 1826

Nonostante sia stato obbligato a cedere alla Pennsylvania parte (contea di Westmoreland) dei suoi diritti terrieri mare-a-mare dopo le guerre Yankee-Pennamite e l'intercessione del governo federale, il Connecticut continuò a reclamare le terre situate ad ovest del confine della Pennsylvania tra il 41° ed il 42° 2' parallelo nord.
In Ohio la pretesa era su una striscia di terra larga 190 km tra il lago Erie ed una linea poco a sud dell'attuale Youngstown, Akron, New London e Willard, circa 5 km a sud dell'odierna U.S. Highway 224. Oltre l'Ohio la richiesta includeva parte di quelli che sarebbero diventati Michigan, Indiana, Illinois, Iowa, Nebraska, Wyoming, Utah, Nevada e California. Il confine orientale della riserva seguiva un meridiano lungo la linea di Ellicott, il confine con la Pennsylvania.  Il confine occidentale era spostato di oltre 4 gradi da un meridiano in modo da rispettare la larghezza di 190 km, a causa della convergenza.
Dopo la guerra d'indipendenza americana il Connecticut, come molti altri stati, rinunciò alle pretese sulle terre occidentali in cambio dell'annullamento federale dei suoi debiti. In base a questo accordo nacque il vecchio territorio del nord-ovest (chiamato in precedenza anche "territorio a nord-ovest del fiume Ohio"). L'atto di cessione fu firmato il 13 settembre 1786.
Il Connecticut mantenne 13 625 km² in Ohio che formarono la "Western Reserve". Nel 1796 (il 12 agosto, o il 2 settembre, o il 5 settembre 1795) il Connecticut vendette i diritti sulla terra della Western Reserve alla Connecticut Land Company per 1 200 000 di dollari.
La Land Company era un gruppo di investitori originari soprattutto di Suffield. Inizialmente erano in otto (o forse sette o 35). Decisero di dividere la terra e di venderla ai coloni dell'est, in particolare ai giovani affamati di terra della Nuova Inghilterra.
Ma il titolo indiano della riserva non si estinse. Fu annullato ad est del fiume Cuyahoga grazie al trattato di Greenville del 1795, e ad ovest del fiume col trattato di Fort Industry del 1805. L'estremità occidentale della riserva comprendeva i 2000 km² di Firelands o "Sufferers Lands", riservati ai residenti di molte città della Nuova Inghilterra distrutte dagli incendi appiccati dai britannici alla fine della guerra di indipendenza.
L'anno dopo la Land Company inviò agrimensori guidati da Moses Cleaveland nella riserva per dividere la terra in township. Le township create furono quadrati di 8 km di lato (64 km²). Nel resto dell'Ohio molte township erano di 10 km di lato (100 km²) in base alle linee guida della Land Ordinance del 1785. La squadra di Cleaveland fondò anche la città di Cleveland che divenne la più grande della regione. La prima "a" fu eliminata da un tipografo nei primi tempi dell'insediamento, dato che Cleveland richiedeva meno spazio di Cleaveland.
Il territorio fu inizialmente chiamato "Nuovo Connecticut", ma in seguito fu trasformato in "Western Reserve". Negli anni successivi giunsero i coloni. Youngstown fu fondata nel 1796, Warren nel 1798, Hudson e Ravenna nel 1799, Ashtabula nel 1803 e Stow nel 1804.
Nel 1800 il Connecticut cedette la sovranità sulla Western Reserve. Gli Stati Uniti la annetterono al Territorio del nord-ovest, che incluse la contea di Trumbull nei confini della riserva. Essendo la vecchia capitale della riserva, Warren è "la capitale storica della Western Reserve." In seguito molte contee furono ritagliate nel territorio. Il nome di "Western Reserve" è sopravvissuto nella zona nel nome di molte istituzioni come la "Western Reserve Historical Society" e la famosa Case Western Reserve University nei pressi di Cleveland.
Questa zona dell'Ohio divenne un centro di sviluppo industriale alla metà del XX secolo, oltre che educativo e culturale. Fu il cuore dell'industria dell'acciaio e dipendeva dal minerale di ferro spedito dal Minnesota. A cavallo tra il XIX ed il XX secolo queste città attrassero centinaia di migliaia di immigrati europei (bianchi e neri) dal sud rurale verso i lavori industriali.

### Designazione di Heritage Area
Su richiesta del Congresso del 2011, il National Park Service preparò uno studio di fattibilità per la designazione delle 14 contee della regione della Western Reserve a National Heritage Area. Si trattava di un mezzo per incoraggiare una larga preservazione dei siti storici e degli edifici. La designazione fu importante per la stimolazione di nuovi sviluppi ed affari, compreso il turismo, spesso legati al riutilizzo di corsi d'acqua ed edifici. Ben 49 National Heritage Area sono state dichiarate negli Stati Uniti d'America, due di queste in Ohio: il canale dell'Ohio del Ohio and Erie Canal e la National Aviation Heritage Area. Il coordinatore dello studio del National Park Service disse che nonostante la regione avesse le caratteristiche storiche richieste e che ci fosse un sostegno pubblico alla designazione, la Western Reserve era carente di "un'entità coordinata o un gruppo di sostegno" necessari per la concessione dell'approvazione. Se questo organo si svilupperà in futuro, la designazione federale potrà venire concessa.

## Architettura
I coloni dell'Ohio settentrionale ripresero lo stile architettonico delle loro città natali della Nuova Inghilterra: molti edifici dei nuovi insediamenti furono progettati in stile georgiano, federale e neogreco. Città come Aurora, Bath, Canfield, Chagrin Falls, Gates Mills, Hudson, Medina, Milan, Norwalk, Oberlin, Painesville, Poland e Tallmadge sono il classico esempio di questi stili e della tradizionale pianificazione urbanistica della Nuova Inghilterra.